# Róbert Jež
Róbert Jež (Nitra, 10 juli 1981) is een betaald voetballer uit Slowakije, die speelt als middenvelder en sinds 2014 onder contract staat bij de Poolse club Górnik Zabrze.

## Clubcarrière
Jež begon zijn carrière in zijn geboortestad Nitra, bij de lokale club FC Nitra. In 1999 drong hij door tot het eerste elftal. In de zomer van 2000 verhuisde hij naar de Tsjechische FC Viktoria Pilsen. Het jaar daarop degradeerde hij met die club naar de tweede divisie. In 2005 keerde Jež terug naar Slowakije en tekende een contract bij MŠK Žilina. Met die club won hij tweemaal de Slowaakse landstitel (2007 en 2010), en tweemaal de Slowaakse Supercup (2007 en 2010). In 2011 vertrok hij naar Polen.

## Interlandcarrière
Onder leiding van bondscoach Ján Kocian maakte Jež zijn debuut voor het Slowaaks voetbalelftal op 16 oktober 2007 in de vriendschappelijke wedstrijd tegen Kroatië (3-0), net als Peter Grajciar. Hij viel in dat duel na 68 minuten in voor Blažej Vaščák.

## Erelijst
MŠK Žilina
- Slowaaks landskampioen

2007, 2010
- Slowaakse Supercup

2010